# Higueruela
Higueruela er en by og kommune i det sydøstlige Spanien i provinsen Albacete. Den har et indbyggertal på 1.142 (2024) indbyggere.